# جيل بريسكو
جيل بريسكو (بالإنجليزية: Jill Briscoe)‏ هي مؤلفة بريطانية، ولدت في 11 نوفمبر 1934 في ليفربول في المملكة المتحدة.

## وصلات خارجية
- الموقع الرسمي